# 1937 Locarno
1937 Locarno (1973 YA) là một tiểu hành tinh vành đai chính được phát hiện ngày 19 tháng 12 năm 1973 bởi P. Wild ở Zimmerwald.